# Rząd Słowacji

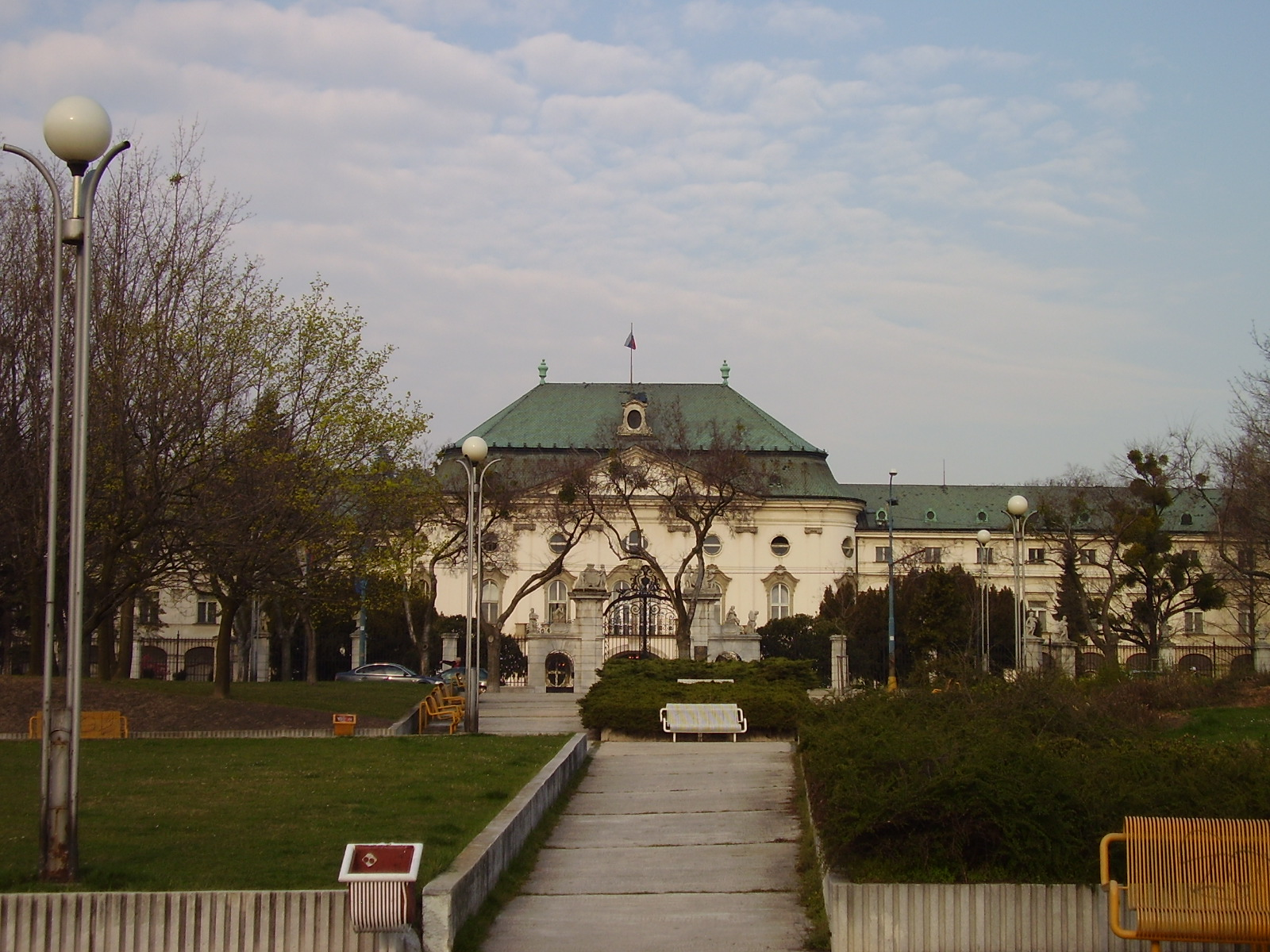
Letni pałac arcybiskupi w Bratysławie – miejsce zebrań rządu

Rząd Słowacji sprawuje władzę wykonawczą na Słowacji. Rządem Słowacji przewodzi premier, który jest przywódcą partii lub koalicji, która wygrała ostatnie wybory. Nominacje na premiera wystawia prezydent. Kandydat na premiera musi otrzymać wotum zaufania w parlamencie.